# Bayard Taylor
Pour les articles homonymes, voir Taylor et Bayard.
Bayard Taylor (Comté de Chester (Pennsylvanie), 11 janvier 1825-Berlin, 19 décembre 1878) est un écrivain et explorateur américain.

## Biographie
Encouragé par Rufus Griswold, il publie ses premiers essais poétiques dès 1844.
Il effectue une longue randonnée en 1845 en France, en Allemagne et en Italie dont il tire de nombreux articles fort appréciés. Correspondant du New-York Tribune en Californie lors de la ruée vers l'or, son enquête le mène au Mexique.
En 1851, il descend le cours du Nil et en 1852, voyage en Inde, en Chine et au Japon. Il tire trois ouvrages de ses périples, publiés en 1854-1855.
Devenu conférencier professionnel, il part en Scandinavie en 1853, puis est nommé diplomate à Saint-Pétersbourg (1859).
Après un voyage en Islande (1874), il est nommé Ministre plénipotentiaire à Berlin en juin 1878 où il meurt le 19 décembre. 

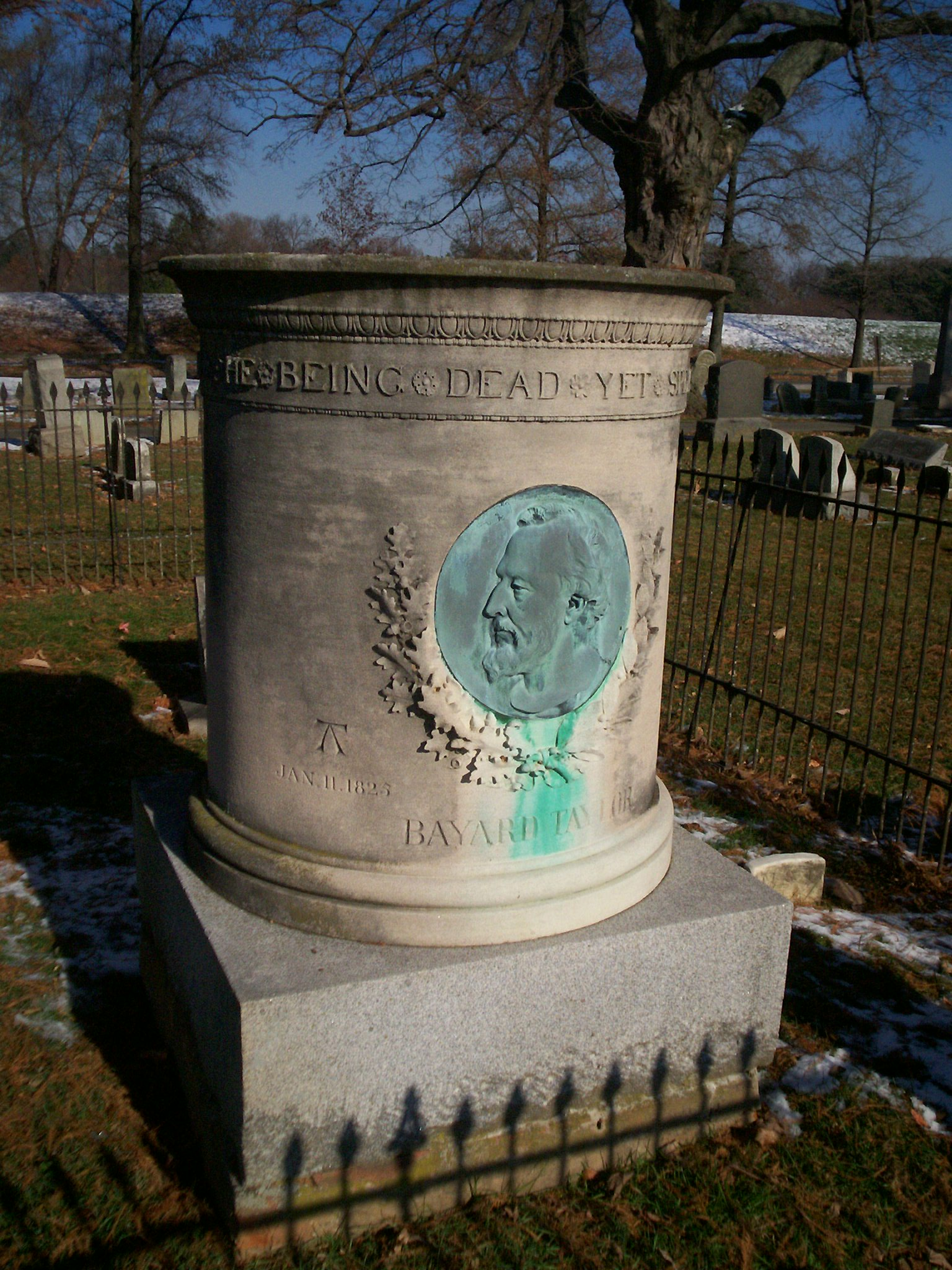
Tombe de Bayard Taylor à Kennett Square, Pennsylvanie

## Œuvres
- Ximena, or the Battle of the Sierra Morena, and other Poems, 1844
- Views Afoot, or Europe seen with Knapsack and Staff, 2 vol., 1846
- El Dorado; or, Adventures in the Path of Empire, 2 vol., 1850
- Romances, Lyrics, and Songs, 1852
- A Journey to Central Africa; or, Life and Landscapes from Egypt to the Negro Kingdoms of the White Nile, 1854
- The Lands of the Saracen; or, Pictures of Palestine, Asia Minor, Sicily and Spain, 1854
- A Visit to India, China and Japan in the Year 1853, 1855
- Poems of the Orient, 1855
- Poems of Home and Trave, 1856
- Cyclopedia of Modern Travel, 1856
- Northern Travel: Summer and Winter Pictures, 1857
- View A-Foot, or Europe Seen with Knapsack and Staff, 1859
- The Life, Travels And Books Of Alexander Von Humboldt, 1859
- At Home and Abroad, First Series: A Sketch-book of Life, Scenery, and Men, 1859
- Hannah Thurston, 1863
- Colorado: A Summer Trip, 1866
- The Story of Kennett, 1866
- Joseph and His Friend: A Story of Pennsylvania, 1870
- Diversions of the Echo Club, 1873

## Hommages

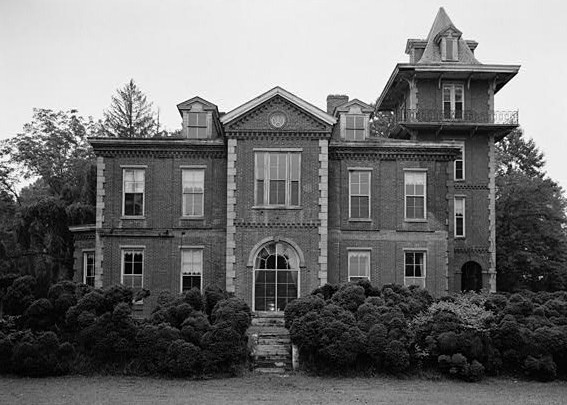
Cedarcroft, la maison de Taylor

- Sa maison est un Site historique national.
- La Bayard Taylor School (en) a été nommée en son honneur.